# 中川忠勝
中川 忠勝 （なかがわ ただかつ）は、戦国時代から江戸時代初期にかけての武将、旗本。

## 略歴
初めは織田信雄に仕え、後に豊臣秀吉の馬廻りとなった。
慶長5年（1600年）7月2日、会津征伐のため家康のもと、浅野幸長、福島正則、黒田長政らとともに江戸城へ入り、その後小山へ随行した後、関ヶ原の戦いの本戦において首級を挙げた。戦後は美濃国可児郡・羽栗郡で3000石を領し、使番となり、大坂の陣にも従軍した。寛永5年（1628年）に山田奉行となり、従五位下・伊勢守に叙せられた。
寛永6年（1629年）9月15日、伊勢国山田で死去。